# Malvina Chvidler
Malvina Chvidler, en ukrainien : Мальвіна Зіновіївна Швідлер, née en 1919 à Odessa et décédée le 15 juillet 2011, est une actrice ukrainienne de théâtre et de cinéma.

## Formation
Jusqu'en 1945 elle était actrice au Théâtre Lessia Oukraïnka.

### Filmographie
- 1948  The third blow
- 1955   Adventures with a Tarapunka jacket
- 1965  Gadiouka (La Vipère), adaptation de la nouvelle éponyme d’Alexeï Tolstoï.
- 1971 : Où êtes-vous, chevaliers ? de Leonid Bykov[2]

### Animations
- 1975 : Qu'est-ce que tu veux? (russe : Какого рожна хочется?) de David Tcherkasski.
- Alice au pays des merveilles, la voix de la Chenille.
- 1983, Savouchkine, qui ne croyait pas aux miracles (Савушкин, который не верил в чудеса), réalisation Elena Barinova, 1983.